# Calderone del Dagda
Il Calderone del Dagda è, secondo la mitologia irlandese, una larga pentola che non si svuota mai e che non lascia mai nessuno affamato, appartenente al dio Dagda. È uno dei quattro tesori che i Túatha Dé Danann portano con sé in Irlanda quando invasero l'isola. Sempre secondo la mitologia, quando non veniva usato per cucinare e sfamare gli astanti, serviva da contenitore per la Lancia di Lúg, un altro dei tesori d'Irlanda, che grondava sempre sangue. Era detto anche Coire Ansic, ovvero "non asciutto".

Secondo il racconto, i Túatha Dé Danann (cioè le Genti della dea Danu) dalle loro sedi antiche sul Danubio, si mossero verso le 'Isole settentrionali', dove diventarono maestri di magia e tecnica. Al momento di invadere l'Irlanda portarono con sé dalle loro quattro capitali (Fáilias, Gorias, Finias e Murias) quattro tesori (rispettivamente la Pietra del Destino (Lia Fáil), la Lancia di Lúg, la Spada di Luce (Claíomh Solais) e il Calderone del Dagda.